# Ляшко Олександр Павлович
Олекса́ндр Па́влович Ляшко́ (17 [30] грудня 1915, с. Родакове, Катеринославська губернія, Російська імперія (нині Луганська область, Україна) — 9 жовтня 2002, Київ, Україна) — український радянський державний діяч, голова Ради Міністрів УРСР (1972—1987), секретар ЦК КПУ. Голова урядової комісії з ліквідації наслідків аварії на ЧАЕС (1986). Автор трилогії спогадів. Член ЦК КПУ в 1960—1990 роках. Член Президії (Політбюро) ЦК КПУ в липні 1963 — липні 1987 р. Член ЦК КПРС в 1961—1989 роках. Депутат Верховної Ради УРСР 5-го і 7—11-го скликань. Депутат Верховної Ради СРСР 5—11-го скликань (у 1961—1989 роках).

## Біографія
Народився 17 (30) грудня 1915 р. в родині робітника-залізничника на станції Родакове, тепер Луганської області (за іншими даними — народився в місті Міллерово, тепер Ростовської області Російської Федерації). Після закінчення школи у 1930 році почав трудовий шлях учнем слюсаря-інструментальника в залізничному депо станції Родакове. Працював також секретарем у школі на станції Родакове.
Влітку 1931 року вступив до Луганського автошляхового технікуму. У квітні 1935 року закінчив технікум і почав працювати у великому автогосподарстві Кадіївського коксохімічного заводу: механіком, заступником начальника автобази. У 1936 році прийняв запрошення перейти до обласної школи автомеханіків у місті Артемівську Донецької області, де працював викладачем, завідувачем навчальної частини.
Влітку 1937 року вступив до Донецького індустріального інституту. Обрав фах інженера-металурга. Разом з однокурсниками влітку 1941 року направлений курсантом до 2-го Харківського танкового училища. Після закінчення у 1942 році училища одержав звання лейтенанта і був направлений на Горьковський автозавод, що перейшов тоді на випуск танків. Член ВКП(б) з 1942 року.
Взвод, яким командував О. Ляшко, одержав бойові машини і був перекинутий на Північно-Кавказький фронт. Після вдало організованого ремонту бойової техніки у 1943 році повернувся в танкове училище, де викладав спеціальні дисципліни до кінця війни.

меморіальна дошка на будівлі ДонНТУ

З 1945 року працював інженером по устаткуванню мартенівського цеху на Новокраматорському машинобудівному заводі Сталінської області. Водночас без відриву від виробництва навчався в Донецькому індустріальному інституті, який закінчив у 1947 році та здобув спеціальність інженера металурга-механіка.
З 1947 року — заступник начальника транспортного цеху, заступник директора, з 1951 року — парторг ЦК ВКП(б) на Новокраматорському машинобудівному заводі Сталінської області.
У серпні 1952—1954 роках — 1-й секретар Краматорського міського комітету КПУ Сталінської області.
У червні 1954—1957 роках — секретар Сталінського обласного комітету КПУ. У серпні (затв.) 1957 — 1 березня 1960 року — 2-й секретар Сталінського обласного комітету КПУ.
1 березня 1960 — січень 1963 року — 1-й секретар Сталінського (Донецького) обласного комітету КПУ. У січні — 11 липня 1963 року — 1-й секретар Донецького промислового обласного комітету КПУ.
2 липня 1963 — 18 березня 1966 року — секретар ЦК Комуністичної партії України, голова Бюро ЦК КПУ по промисловості і будівництву.
18 березня 1966 — 19 червня 1969 року — 2-й секретар ЦК КПУ.
20 червня 1969 — 9 червня 1972 року — голова Президії Верховної Ради Української РСР.
З 9 червня 1972 року — голова Ради Міністрів Української РСР. У травні 1986 року очолив Республіканську урядову комісію з ліквідації наслідків аварії на ЧАЕС. 10 липня 1987 року п'ята сесія ВР УРСР звільнила О. Ляшка від обов'язків голови Ради Міністрів Української РСР.
З 1987 року — персональний пенсіонер союзного значення в Києві.
Був одружений з Давидовою Клавдією Андріївною, мав двох дітей — Ляшка Володимира Олександровича та Ляшко Ніну Олександрівну.
Автор трьох книг спогадів: «Путь выживания», «Путь в номенклатуру» (1997), «На ступенях власти» (2001).

Могила Олександра Ляшка

Помер 9 жовтня 2002 року. Похований в Києві на Байковому кладовищі (ділянка № 7).

## Нагороди, звання, пам'ять
- Герой Соціалістичної Праці (29.12.1985)
- шість орденів Леніна (29.12.1965, 1971, 1973, 1975, 1977, 29.12.1985)
- два ордени Трудового Червоного Прапора (1957, 1958)
- орден Вітчизняної війни І ст. (11.03.1985)
- орден Богдана Хмельницького ІІІ ст. (1999)
- орден князя Ярослава Мудрого V ст. (29.12.2000)[2]
- Почесна грамота Кабінету Міністрів України (2000)[3]
- орден «Прапора Угорської народної республіки у лавровому вінку»
- 20 медалей

## Основні праці
- Ляшко А. П. Груз памяти: Трилогия: Воспоминания / А. П. Ляшко. — К.: Деловая Украина, 1997—2001.
  - Кн. 1: Путь выживания. — 1997. — 397 с.
  - Кн. 2: Путь в номенклатуру. — 1997. — 540 с.
  - Кн. 3, ч. 1: На ступенях власти. — 2001. — 389 с.
  - Кн. 3, ч. 2: На ступенях власти. — 2001. — 525 с.
- Ляшко О. На головному напрямі / О. Ляшко. — К.: Політвидав УРСР, 1962. — 61 с.
- Ляшко А. П. Украинская Советская Социалистическая Республика / А. П. Ляшко. — М.: Политиздат, 1972. — 127 с.